# Psectrocladius dendrophilus
Psectrocladius dendrophilus är en tvåvingeart som beskrevs av Zvereva 1950. Psectrocladius dendrophilus ingår i släktet Psectrocladius och familjen fjädermyggor. Inga underarter finns listade i Catalogue of Life.